# Citygml

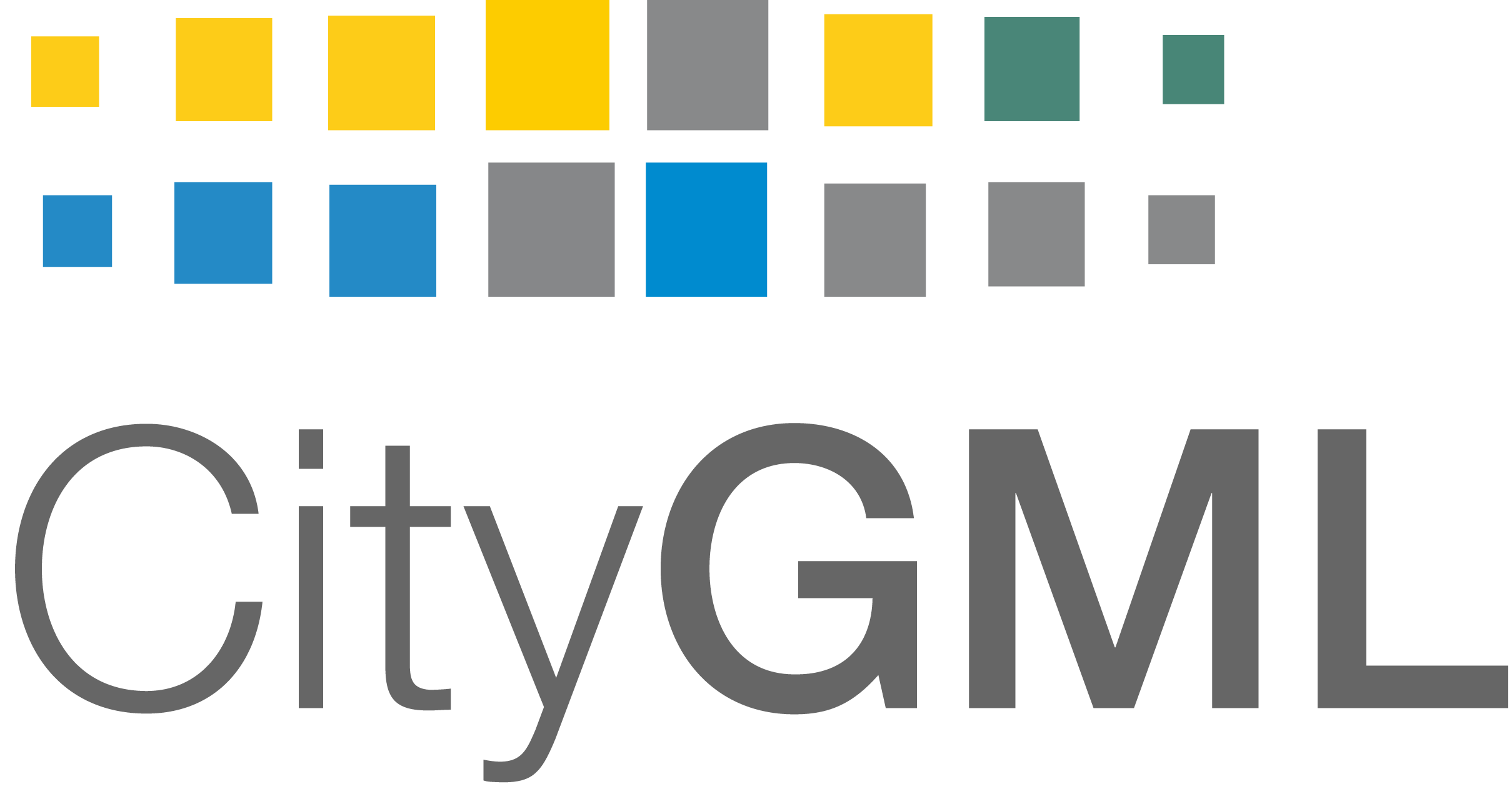
Logo

CityGML is een gegevensmodel voor de weergave van stedelijke objecten in 3D. Het definieert de klassen en relaties voor de meest relevante topografische objecten in steden en regionale modellen met betrekking tot hun geometrische, topologische, semantische en uiterlijk eigenschappen. Inbegrepen zijn generalisatie hiërarchie tussen de thematische klassen, aggregaties, de relaties tussen objecten en ruimtelijke eigenschappen. Deze thematische informatie gaat verder dan uitwisseling grafische formaten en maakt het mogelijk om virtuele dienst 3D City Models voor verfijnde analyse taken in verschillende toepassingsgebieden zoals simulaties, stedelijke data mining, facility management, en thematische onderzoeken.
Geography Markup Language (GML), ook bekend als ISO 19136, is een door het OGC (Open Geospatial Consortium) opgestelde XML structuur voor de representatie van geografische (ruimtelijke en plaatsgebonden) informatie. Het definieert XML codering voor het overbrengen en opslaan van geografische informatie, waaronder zowel de geometrie als de eigenschappen van geografische karakteristieken. Om aan het IPR beleid voor Open GIS standaarden van OGC te blijven voldoen is GML gratis ter beschikking.
CityGML is eveneens een open data model en XML-gebaseerd formaat voor de opslag en uitwisseling van virtuele 3D City Models. Het is geïmplementeerd als een applicatie schema voor de Geography Markup Language 3 (GML3), de uitbreidbare internationale standaard m.b.t. het uitwisselen van ruimtelijke gegevens. GML3 is uitgegeven door het Open Geospatial Consortium (OGC) en de ISO TC211. CityGML is eveneens bedoeld om een open standaard te worden en kan daarom gratis gebruikt worden.

### Viewers en tools voor CityGML
- LandXplorer-CityGML-Tool
- Aristoteles
- 3DGIS cityvu
- libcitygml C++ bibliotheek & citygml2vrml converter

### Overige links
- GML Encoderingsspecificatie
- Digital Earth: GeoWeb (gearchiveerd)
- GeoRSS - Geographically Encoded Objects for RSS Feeds